# Palacio del Ridotto
El Palacio del Ridotto (en italiano: Palazzo del Ridotto) es un palacio de la ciudad de Cesena, Emilia-Romaña (Italia), y uno de los elementos arquitectónicos más destacados de la ciudad. Se encuentra en el centro histórico de la Cesena, con vistas a la principal avenida Giuseppe Mazzini, y con la Piazza Bufalini separándolo de la antigua Biblioteca Malatestiana.

## Historia
Las obras de construcción del Palacio del Ridotto, que no recibiría este nombre hasta pleno siglo XVIII, comenzaron en 1401 en el lugar donde anteriormente se encontraba el Palazzo del Podestà. Entre 1466 y 1472, a instancias del papa Pablo II, fue ampliado incorporándole almenas, una logia adornada con frescos y una torre cívica. Fue la sede de tres consejos municipales, a saber, el Consejo de Conservadores (Consiglio dei Conservatori), el Consejo de Sabios (o de Ancianos; Consiglio degli Eldiani) y el Consejo Municipal (Consiglio Municipale), que eran los principales órganos representativos de la ciudad en la época pontificia. Por ser sede de tres consejos, pasó a denominarse el Conservato.
En 1722, los órganos albergados en el Conservato se trasladaron al Palazzo Albornoz (Palazzo Comunale), dando lugar a una nueva etapa en la que serviría de lugar de encuentro de la nobleza local. Es debido a este uso que el palacio ganase su nombre actual, después de que una deformación de la palabra italiana ritrovo (‘encuentro’), unida a la voz dialectal ardota (que en el dialecto de Romaña significa ‘agrupamiento’), diera como resultado el nombre de Ridotto.
En 1742 se restauró el campanario, obra de Cristoforo Barzanti, quien le daría el nombre Campanòn, por el que se le conoce hasta el día de hoy.

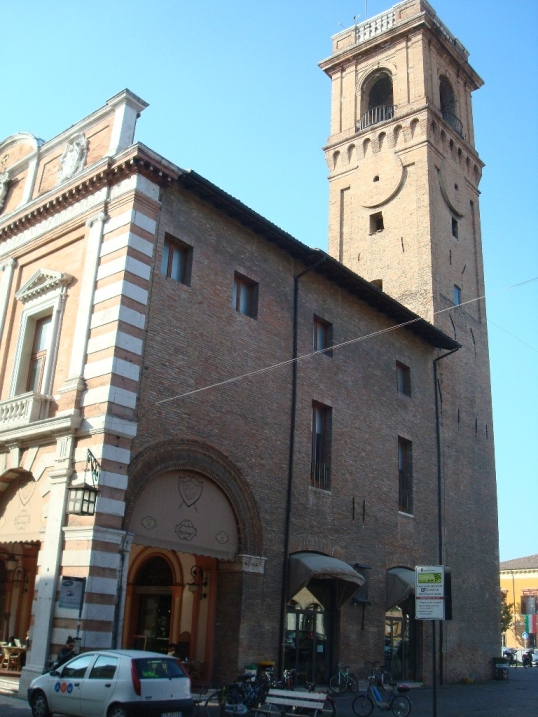
El campanario, adición de Cristoforo Barzanti de 1742.

En 1782 se puso en marcha el plan de renovación de la fachada del palacio, con motivo de la inauguración de la gran estatua del papa Pío VI. El pontífice, nombrado siete años antes, era hijo predilecto de la ciudad de Cesena. Nacido en el seno de una de las familias más influyentes de la ciudad y siendo alumni del colegio jesuita local, se aprovechó su paso por la ciudad a su regreso de un viaje a Viena a principios de 1782 para homenajearle con el plan de reformas y la proyección de la estatua que lo conmemoraría. Para ello se encomendó al arquitecto pontificio de Cesena, Cosimo Morelli de Imola, para que dirigiera las obras. Los trabajos duraron cinco años, siendo inaugurada la nueva fachada en 1787. El nicho de la estatua se quedó sin embargo vacío hasta 1792, año en que se inauguró la estatua en una solemne ceremonia.
Tras la unificación de Italia, el edificio fue sometido a fuertes modificaciones con el motivo de apartar los elementos que transmitían, según sus detractores, excesivas prerrogativas a sus señores (lo cual no era bien visto desde el punto de vista nacionalista).

## Arquitectura
El exterior del palacio conserva las características del antiguo Conservato. De hecho, su lado oriental se remonta al primer edificio del siglo XV y lleva una inscripción en memoria de los mártires judíos de Cesena. El más reciente es el lado occidental del palacio, datado del 1870. El campanario sigue siendo el mismo que se restauró en 1742 y la fachada exhibe la gran obra manierista de Cosimo Morelli de 1782-1787, que presenta tres escudos papales y la dedicación a Pío VI a su regreso de Viena: PIO VI BRASCHIO VINDOBON REDUX.

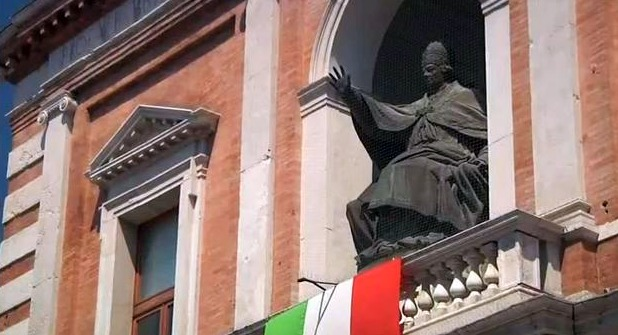
Estatua del papa Pío VI en la fachada del palacio.

La majestuosa estatua de bronce del pontífice, de 3,15 metros de altura, fue colocada en su sitio actual en 1791 e inaugurada el año siguiente. La escultura, modelada por Francesco Calligari y fundida por Carlo Ruffini, lleva los nombres de sus creadores a ambos lados del pedestal.

## Actualidad
La amplia sala subterránea alberga la Galería de Arte Cívico, mientras que la planta baja aloja desde 1970 la Pinacoteca Municipal, lugar de exhibición de numerosas exposiciones de arte contemporáneo, siendo uno de los puntos céntricos de la región de intercambio de tendencias estilísticas en torno a la cultura local, nacional e internacional.
El museo también acogió la Bienal de Arte de Romaña, que integra la colección de arte de la Banca Popolare dell'Emilia Romagna, y entre 1996 a 1999 fue la dirección del sector cultural de Cesena quien hizo uso de los espacios del antiguo edificio en la primera mitad del siglo XX, acogiendo las exposiciones colectivas Adicere Animos, Workshop Italia y Taller del Euro.